# Nuevo Vallarta
Nuevo Nayarit, llamado anteriormente Nuevo Vallarta, es una localidad y destino turístico del estado de Nayarit en México, en el municipio de Bahía de Banderas. Forma parte de la gran conocida Riviera Nayarit y es uno de los destinos turísticos más visitados en Nayarit, ya que hace conurbación con su vecino jalisciense, Puerto Vallarta.

## Historia
La historia de Nuevo Nayarit empieza casi simultáneamente que la de Puerto Vallarta a la llegada de los españoles al estado de Jalisco, ya que en ese tiempo el estado de Nayarit estaba unido con el de Jalisco.

## Cambio de nombre
El 8 de julio de 2022, tras la aprobación de 21 votos a favor del Congreso del Estado de Nayarit, Nuevo Vallarta habría cambiado su nombre a Nuevo Nayarit, esto con la intención de defender la identidad de Nayarit.

Alba Cristal Espinosa, presidenta del Congreso afirmó que: 
«No hay ninguna desventaja derivada que Nuevo Vallarta no es la marca, la marca es Riviera Nayarit, la marca con la que se publicita a estos lugares turísticos es Riviera Nayarit; lo único que se va a generar es completamente identidad al lugar, para poder ubicar que efectivamente es Nayarit y no Vallarta, ni Jalisco como la mayoría de los turistas cree.»
Aunque, el gobernador de Jalisco, Enrique Alfaro mostraba su descontento frente al cambio de nombre de la localidad, se logró llegar a un acuerdo entre los gobernadores de Nayarit y Jalisco para definir la libre determinación de la ciudad-puerto.

## Demografía
Según el censo de población y vivienda de 2010 en México que realizó el INEGI, la localidad tenía 1302 habitantes formando casi el 1 % de la población total del municipio (105 394 habitantes en 2010). La zona la conforman las pequeñas poblaciones de San José, Bucerias, Valle Dorado, Jarretaderas, El Tigre, Mezcales y Cruz de Huanacaxtle.

## Urbanización y área metropolitana
Artículo Principal: Zona Metropolitana de Puerto Vallarta
La zona esta en gran urbanización gracias a la frontera con Jalisco.
El municipio de Bahía de Banderas conforma la Zona Metropolitana de Puerto Vallarta, de los casi 380 000 habitantes que conformaban la zona en el 2010, 105,000 eran del municipio de Bahía de Banderas y casi 32 000 de Nuevo Nayarit.

## Actividades turísticas
Deportes Acuáticos
Se practica snorkel, buceo, la pesca de profundidad, windsurf, excursiones en catamarán o yate, las clásicas bananas, y la gran velocidad de una moto acuática.

### Aventura con delfines
El Delfinario de Nuevo Nayarit ofrece programas educativos acerca de los delfines, que te dan la oportunidad de interactuar con estos animales. El programa te da la oportunidad de nadar y jugar con delfines, este programa es llamado Dolphin Adventure y cuenta con un programa de entrenador por un día que te permite aprender acerca de los delfines.

### Aventura con leones marinos
Se han agregado nuevos atractivos como los leones marinos, esto es porque son animales graciosos, divertidos, traviesos, juguetones y muy amigables, además de que interactúan muy bien con las personas. Hasta el momento la gente dice que es una experiencia encantadora.

### Reserva de tortugas
El atractivo turístico del campamento de tortugas será proporcionado por medio de una plática y la proyección de un video, después recorrerás las playas en compañía de un biólogo especializado. Este atractivo incluye transporte terrestre, comidas y un certificado de liberación de cría de tortugas.

### Splash
Es un parque acuático donde la aventura la gozan grandes y chicos. En este parque existen emocionantes toboganes que aterrizan en la alberca y para pasar un rato tranquilo puedes estar en el río lento. Splash es el parque ideal para todas las personas ya que es un lugar emocionante.

### Golf
Existen 2 campos de golf, el Mayan Palace y El Tigre, estos lugares son maravillosos para poder disfrutar del Golf y poseen grandes accidentes geográficos como lagos, ríos, posos de arena, entre otros y con una magnífica vista hacia el mar.

### Paseos a caballo
Existen paseos a caballo por la jungla, cabalgas hacia los ranchos que se encuentran a las afueras de Nuevo Nayarit, o también, puedes recorrer las arenas de las playas en un bonito atardecer. Es una manera diferente de recorrer este bonito lugar.

## Hoteles
La playa tiene uno de los hoteles más lujosos de México. Los más populares son;
```
 [Hotel Paradase]
```

- Hotel Sea Garden, Mayan Palace, The Grand Bliss,The Grand Mayan y The Grand Luxxe, todos de Grupo Vidanta, zona Nuevo Vallarta Channel.

- Vallarta Palace zona, Nuevo Vallarta Channel

- ClubHotel Riu Jalisco, Hotel Riu Vallarta, Hotel Riu Palace Pacífico zona, Bucerias

- Samba Vallarta zona, Bucerias

- Mayan Palace Nuevo Vallarta Resort del grupo Vidanta, zona, Nuevo Vallarta Channel